# Alchemilla lycopodioides
Alchemilla lycopodioides é uma espécie de rosácea do gênero Alchemilla, pertencente à família Rosaceae.